# Thiago Agustín Tirante
Thiago Agustín Tirante (* 10. April 2001 in La Plata) ist ein argentinischer Tennisspieler.

## Karriere
Tirante konnte auf der ITF Junior Tour Ende 2019 die Führung der Junior-Rangliste übernehmen. Bei den Juniorenausgaben der Grand-Slam-Turniere war er vor allem im Doppel erfolgreich. 2018 erreichte er das Halbfinale der Australian Open. Ein Jahr später gewann er an der Seite von Matheus Pucinelli de Almeida den Titel bei den French Open ohne einen Satzverlust. Zudem gewann er 2019 bei anderen großen Juniorenturnieren wie den Porto Alegre Junior Championships, dem Orange Bowl, dem Yucatán Cup (auch im Doppel) und beim J1 Bradenton den Einzeltitel. Von der ITF wurde er 2019 zum ITF-Weltmeister gekürt.
Ab 2019 trat Tirante regelmäßig bei Turnieren der Profis an, hauptsächlich auf der dritthöchsten Tennistour, der ITF Future Tour. In seinem ersten Jahr dort konnte er im Einzel ein Finale erreichen und im Doppel seinen ersten Titel gewinnen. Den ersten Sieg bei einem Turnier der ATP Challenger Tour fuhr er in Buenos Aires 2019 ein, als er die zweite Runde erreichte. Anfang 2020 in Punta del Este gelang ihm an der Seite von Juan Manuel Cerúndolo gleich der Einzug ins Finale eines Challengers, das sie aber verloren.
Nach der Coronapause konnte er von zwei Future-Finals einen zum ersten Titel verwandeln, wodurch er in der Tennisweltrangliste erstmals in die Sphären um Platz 500 eindrang. Im November hatte der Argentinier in Lima beim Challenger dort einen Traumlauf. Er besiegte vier deutlich höher notierte Spieler zum Teil sehr deutlich – den 113. der Welt Pedro Sousa etwa mit 6:2, 6:1 – und zog ins Finale ein, das er gegen Daniel Elahi Galán bestritt und bei dem er in drei Sätzen unterlag. Dadurch zog er erstmals in die Top 400 ein.
Anfang 2021 wurde ihm in Buenos Aires durch eine Wildcard der erste Einsatz auf der ATP Tour ermöglicht. Im Einzel unterlag er Dominik Koepfer, im Doppel schied er ebenfalls in Runde eins aus. Im September gewann er im Doppel seinen ersten Titel auf der Challenger Tour. in Quito besiegte er im Finale mit seinem Partner Alejandro Gómez das gesetzte Duo Adrián Menéndez und Mario Vilella Martínez in drei Sätzen.

## Erfolge
| Legende (Anzahl der Siege) |
| Grand Slam                 |
| ATP Tour Finals            |
| ATP Tour Masters 1000      |
| ATP Tour 500               |
| ATP Tour 250               |
| ATP Challenger Tour (8)    |

### Einzel

#### Turniersiege
| Nr. | Datum              | Turnier      | Belag     | Finalgegner         | Ergebnis |
| --- | ------------------ | ------------ | --------- | ------------------- | -------- |
| 1.  | 26. September 2021 | Ambato       | Sand      | Juan Pablo Varillas | 7:5, 7:5 |
| 2.  | 23. April 2023     | Morelos      | Hartplatz | James Duckworth     | 7:5, 6:0 |
| 3.  | 1. Oktober 2023    | Bogotá       | Sand      | Gustavo Heide       | kampflos |
| 4.  | 7. April 2024      | Mexiko-Stadt | Sand      | Alexis Galarneau    | 6:1, 6:3 |
| 5.  | 9. März 2025       | Córdoba      | Sand      | Juan Pablo Ficovich | 6:4, 6:0 |

### Doppel

#### Turniersiege
| Nr. | Datum              | Turnier | Belag | Partner                    | Finalgegner                            | Ergebnis          |
| --- | ------------------ | ------- | ----- | -------------------------- | -------------------------------------- | ----------------- |
| 1.  | 18. September 2021 | Quito   | Sand  | Alejandro Gómez            | Adrián Menéndez Mario Vilella Martínez | 7:5, 6:75, [10:8] |
| 2.  | 22. Oktober 2022   | Ambato  | Sand  | Santiago Rodríguez Taverna | Benjamin Lock Courtney John Lock       | 7:611, 6:3        |
| 3.  | 30. September 2023 | Bogotá  | Sand  | Renzo Olivo                | Guillermo Durán Orlando Luz            | 7:66, 6:4         |